# David Wilson, Baron Wilson of Tillyorn

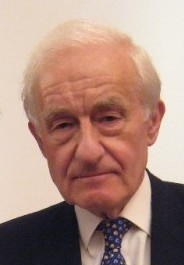
David Wilson in Cambridge, 2008

David Clive Wilson, Baron Wilson of Tillyorn KT, GCMG (chinesisch 衛奕信 / 卫奕信; * 14. Februar 1935 in Alloa, Clackmannanshire) ist ein britischer Administrator, Sinologe und Diplomat.
Wilson war von 9. April 1987 bis zum 9. Juli 1992 der 27. Gouverneur von Hongkong. Gleichzeitig war er President of the Legislative Council of Hong Kong. Von 2002 bis 2008 war er Master des Peterhouse der Universität Cambridge. 1992 wurde er zum Life Peer als Baron Wilson of Tillyorn, of Finzean in the District of Kincardine and Deeside and of Fanling in Hong Kong, erhoben und ist seither als Crossbencher Mitglied des House of Lords.